# (9503) Agravain
(9503) Agravain, désignation internationale (9503) Agrawain, est un astéroïde de la ceinture principale.

## Description
(9503) Agravain est un astéroïde de la ceinture principale. Il fut découvert par Cornelis Johannes van Houten, Ingrid van Houten-Groeneveld et Tom Gehrels le 29 septembre 1973 à l'observatoire Palomar. Il présente une orbite caractérisée par un demi-grand axe de 3,124 UA, une excentricité de 0,048 et une inclinaison de 8,53° par rapport à l'écliptique.
Il fut nommé en hommage à Agravain, personnage de la légende arthurienne, chevalier de la Table Ronde et frère de Gauvain.

## Compléments